# Moses Amyraut

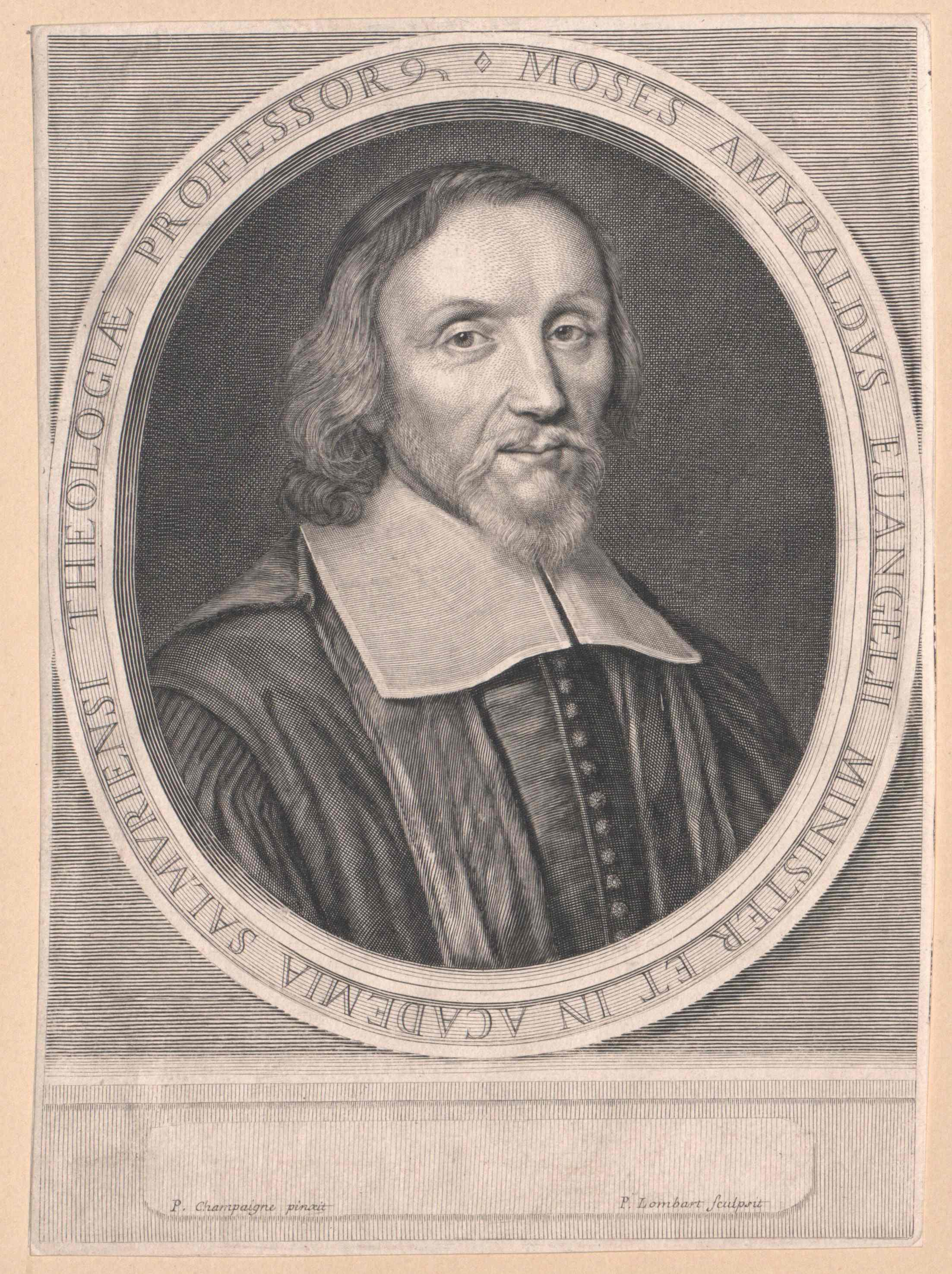
Moses Amyraut.

Moses Amyraut, född 1596 i Bourgueil, död 8 januari 1664, var en fransk reformert teolog.
Amyraut, som var professor i Saumur, deltog i striderna om arminianismen. Han framställde i Traité de la prédestination (1634) den så kallade hypotetiska universalismen, det vill säga att Guds nådesvilja är universell under betingelse av människornas tro, men att Gud har förutbestämt vilka det är som kommer att nå denna tro. Amyrauts lära, även kallad amyraldism eller salmuranism, fick stöd hos kalvinisterna. Bland hans lärjungar märks Claude Pajon.